# Monument von Foce
Das Monument von Foce (französisch Monument Toréen de Foce) ist eines der vollständigsten torreanischen Kultmonumente dieser Art auf der französischen Mittelmeerinsel Korsika. Es liegt nahe Petreto-Bicchisano, von Argiusta-Moriccio etwa 1,3 Kilometer in Richtung Olivese in einem Korkeichenhain. Eine gleichnamige Gemeinde Foce, liegt gut 20 Kilometer weiter südlich. 
Das runde Bauwerk ist relativ gut erhalten und gibt einen guten Eindruck der Bauweise, die im Grundriss deutlich an nuraghische Vorbilder anknüpft. Es finden sich noch mehrere überdachte Gänge, eine Hauptkammer (Cella) mit zwei Nischen (in der Kopfnische fand man Asche und Knochen) und eine Treppe. Die Kuppel ist nicht erhalten. Im Eingang fand sich ein Mahlstein; in der Nähe des Eingangs (Richtung Süden) liegt ein Monolith. 

Monument von Foce
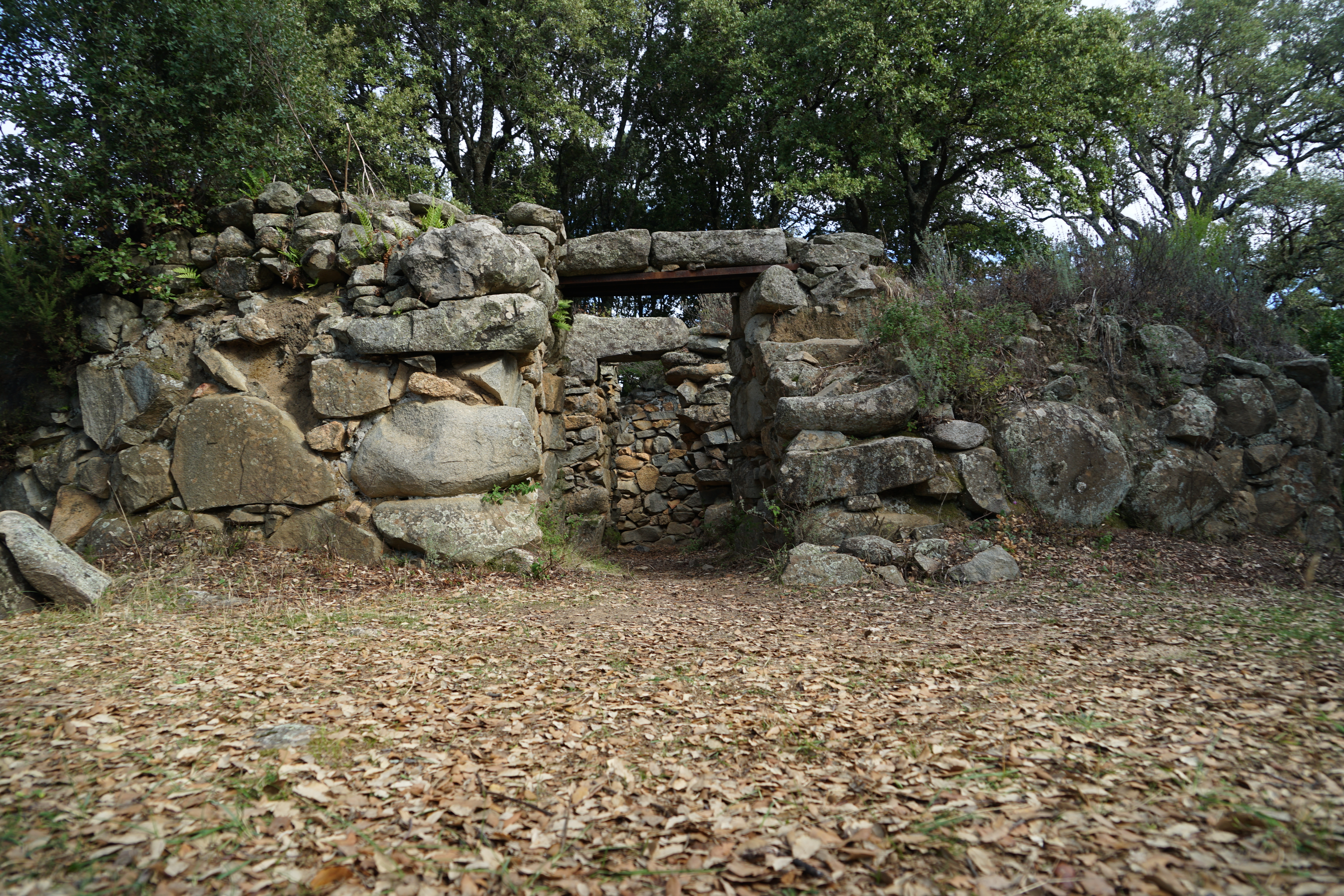
Eingang äußerer Ring, dahinter Durchgang zur Hauptkammer
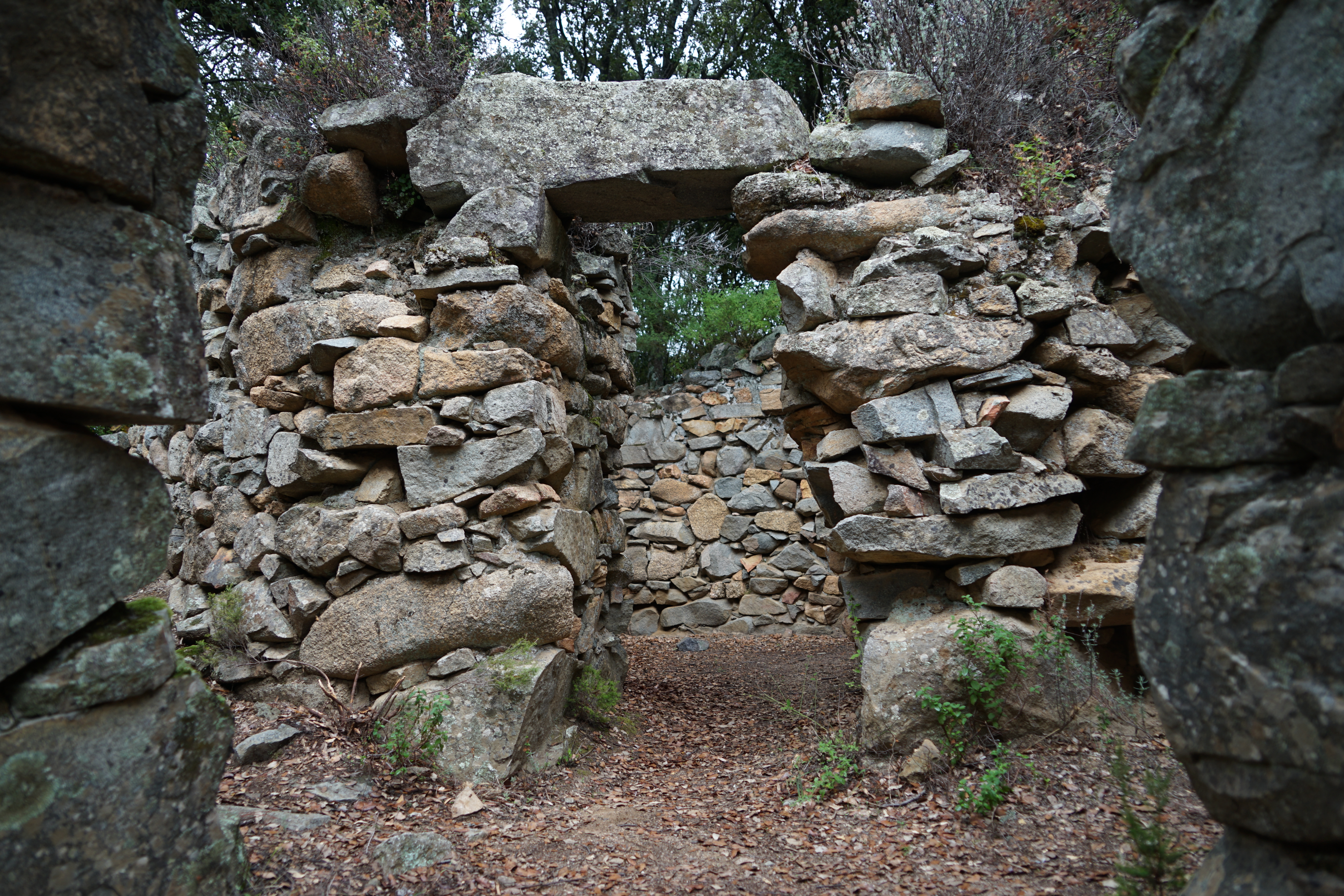
Durchgang zur Hauptkammer; davor abzweigend der südwestliche, und rechts der südöstliche Gang
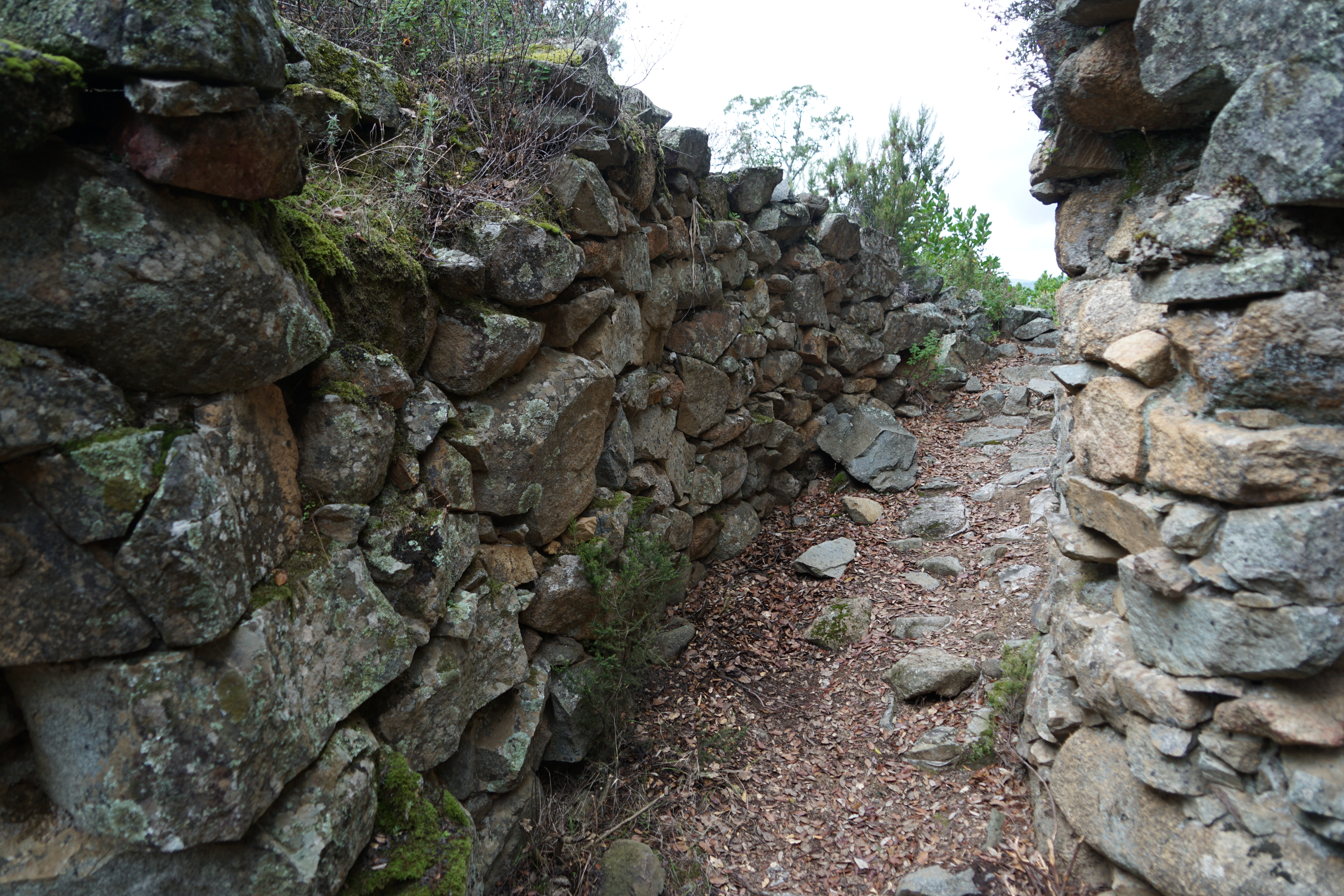
Südwestlicher Gang
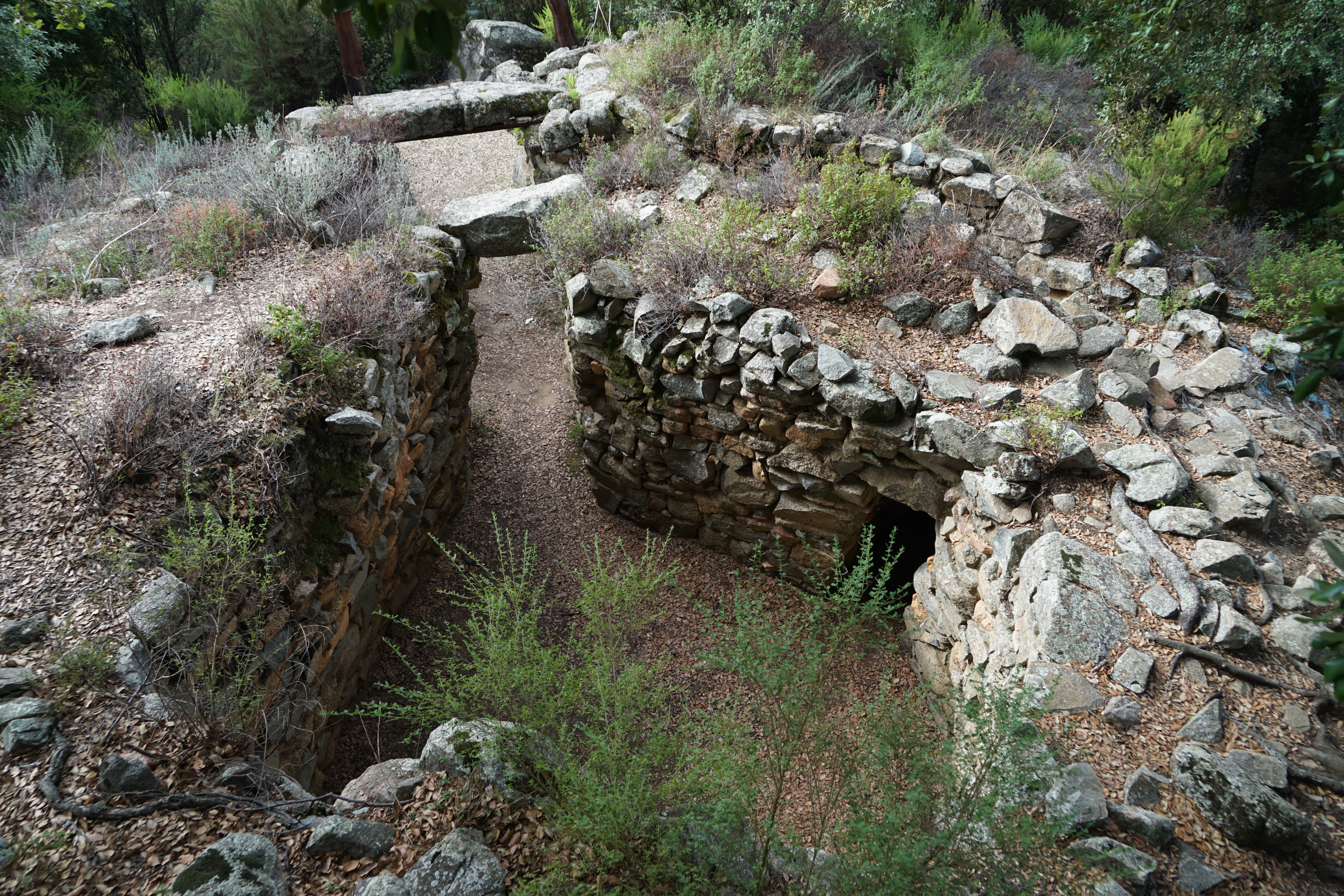
Blick von oben auf Eingang und Durchgang zur Hauptkammer; rechts: Eingang Westnische
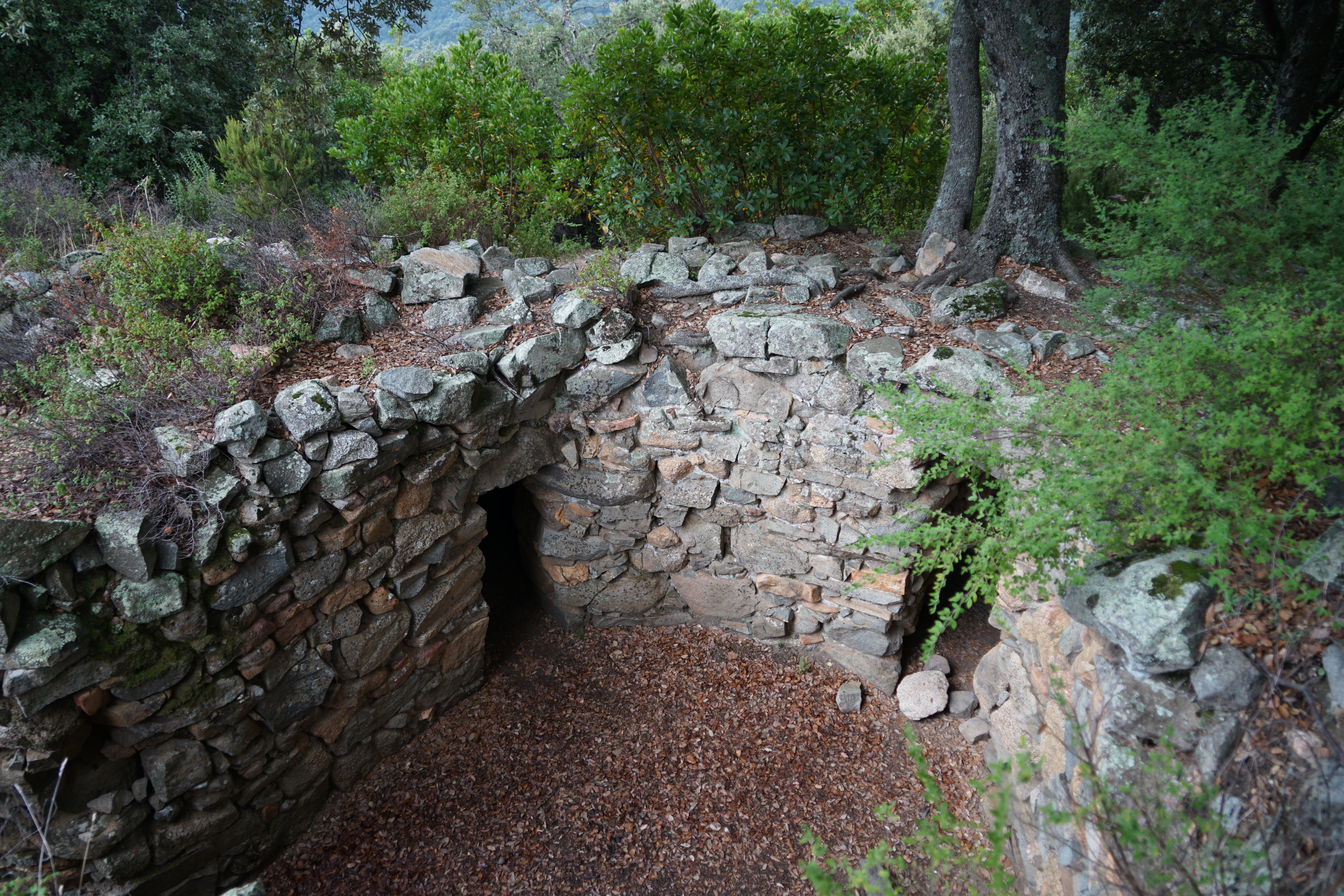
Blick von oben auf die Eingänge zur Westnische (links) und Kopfnische (rechts)
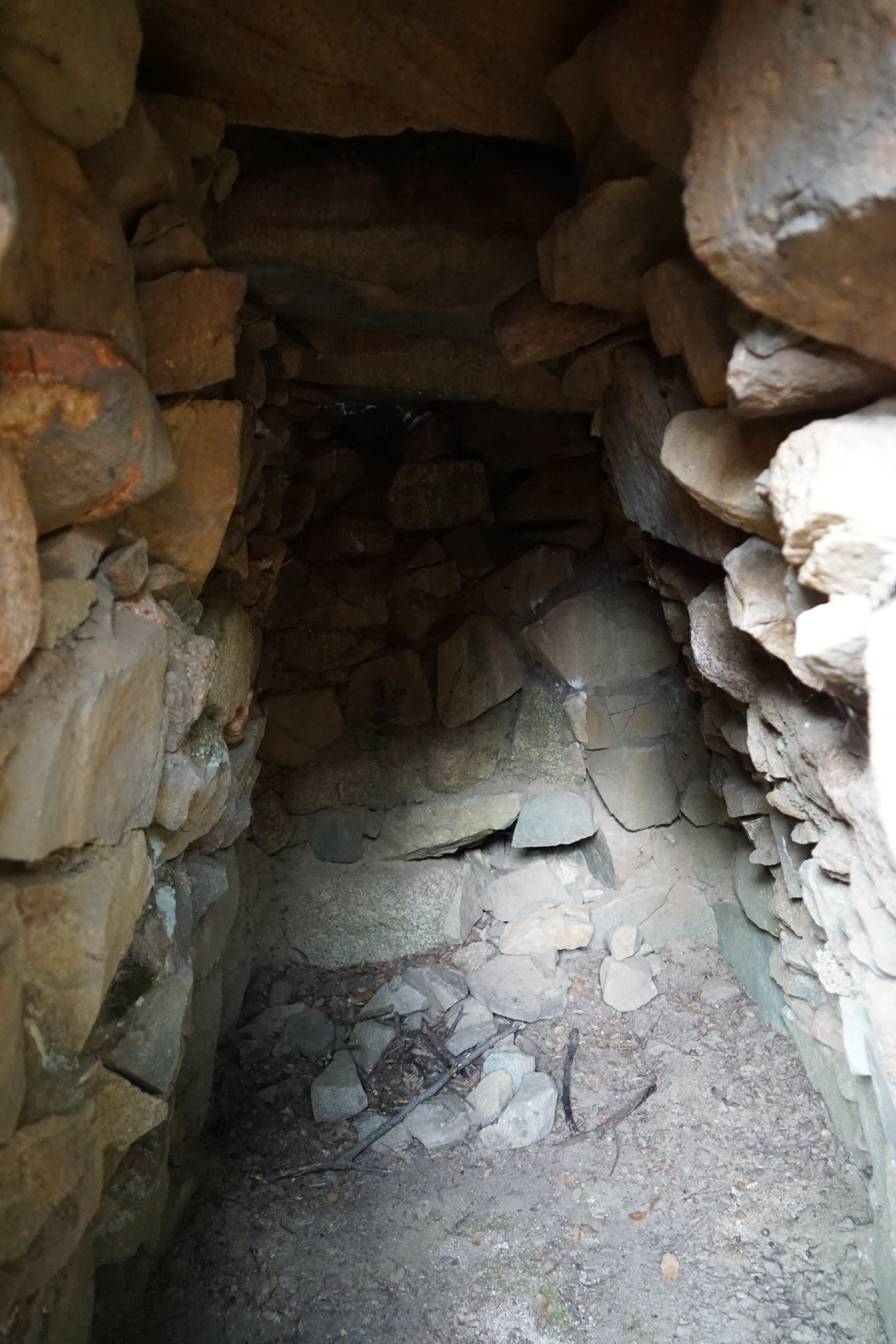
Kopfnische
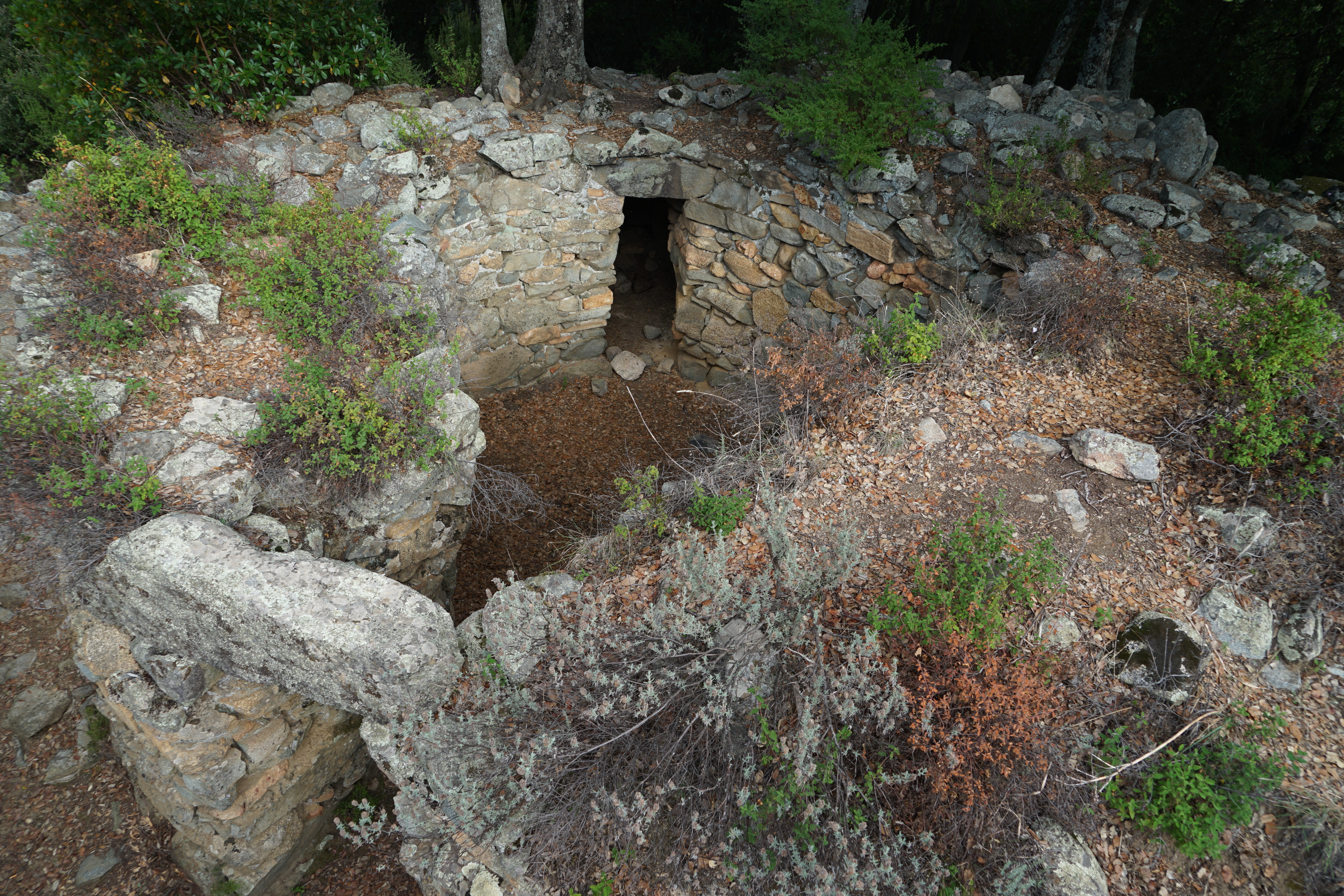
Blick von oben auf Hauptkammer mit Eingang zur Kopfnische
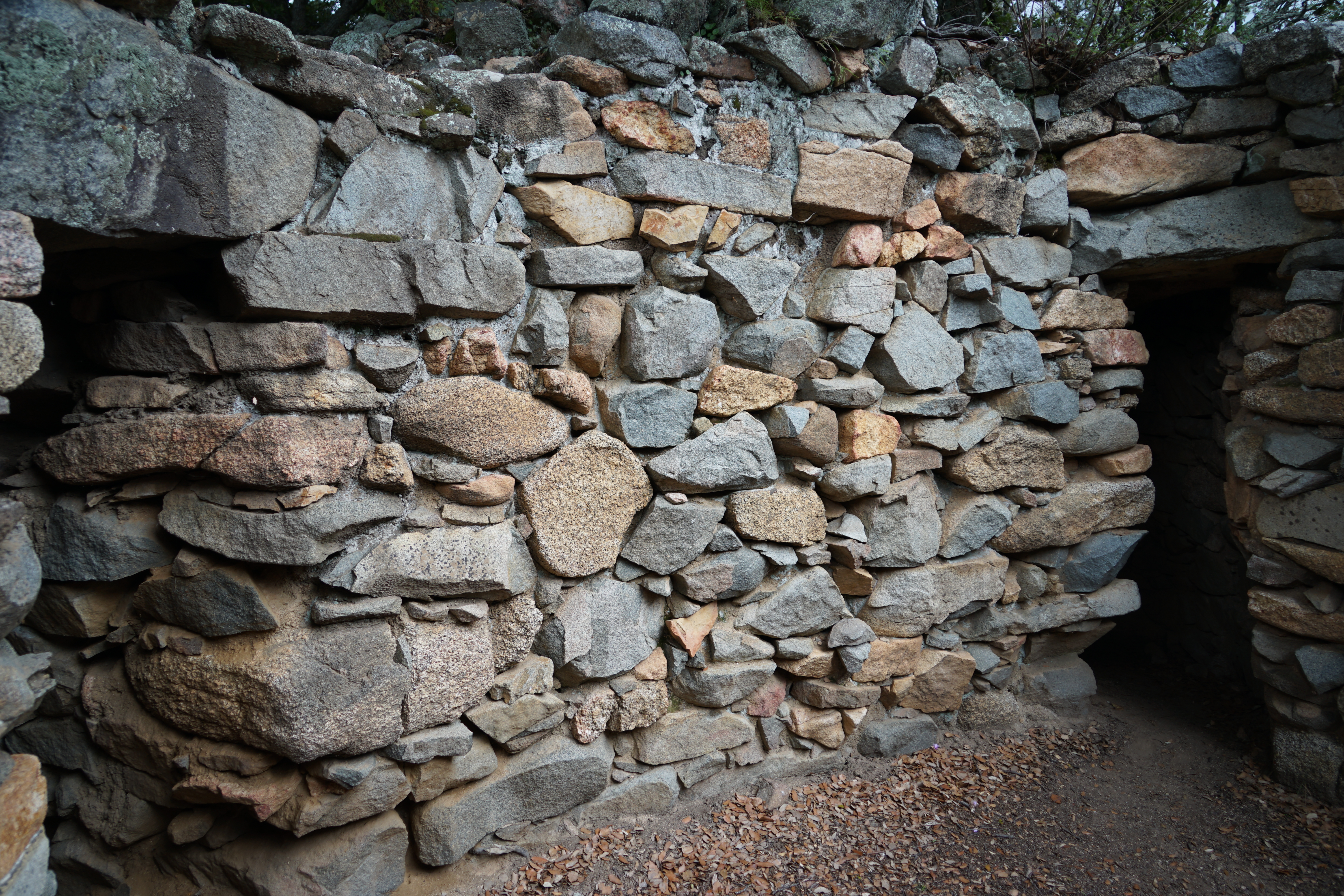
Links Eingang zur Kopfnische, rechts zur Ostkammer
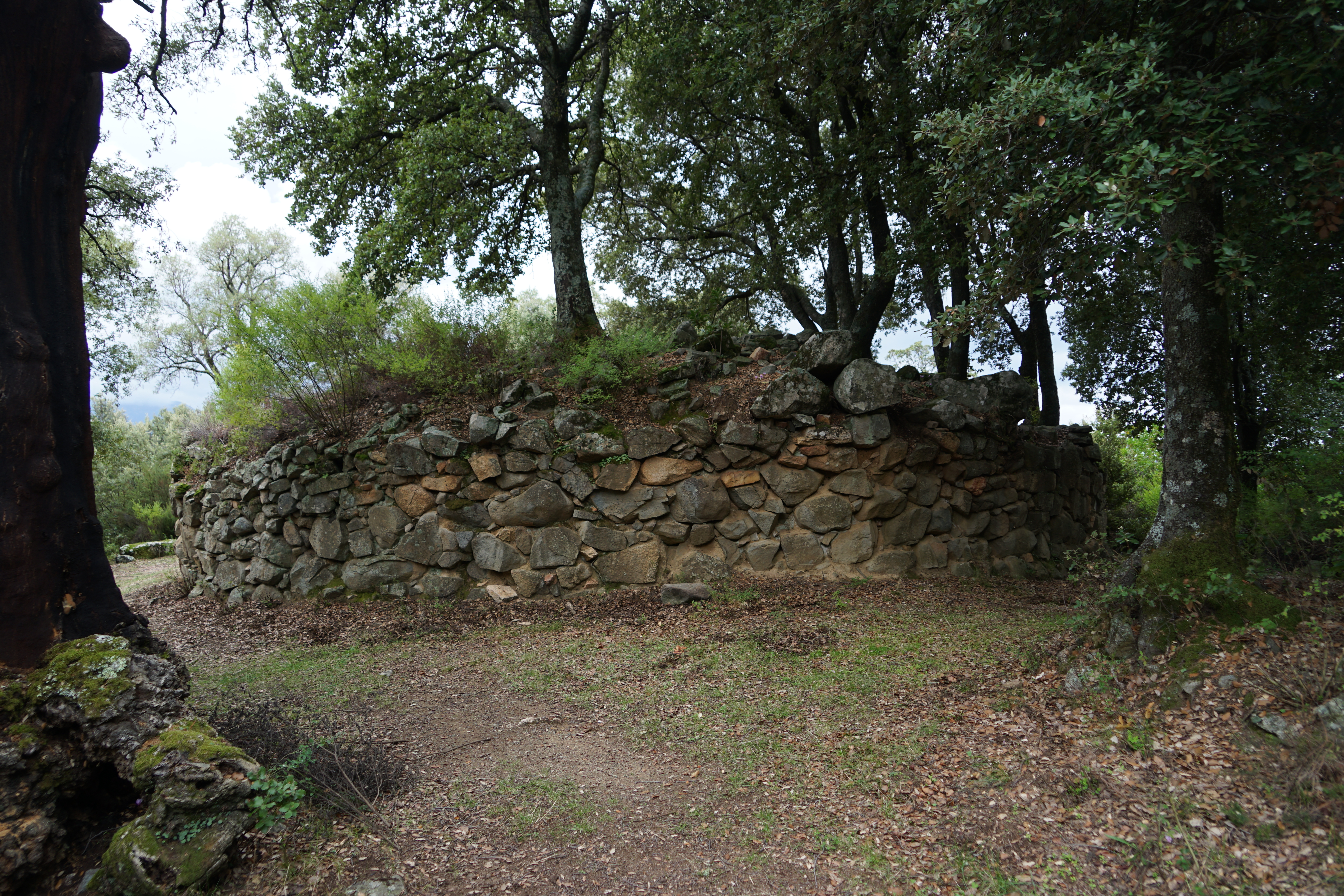
Blick auf Nordseite
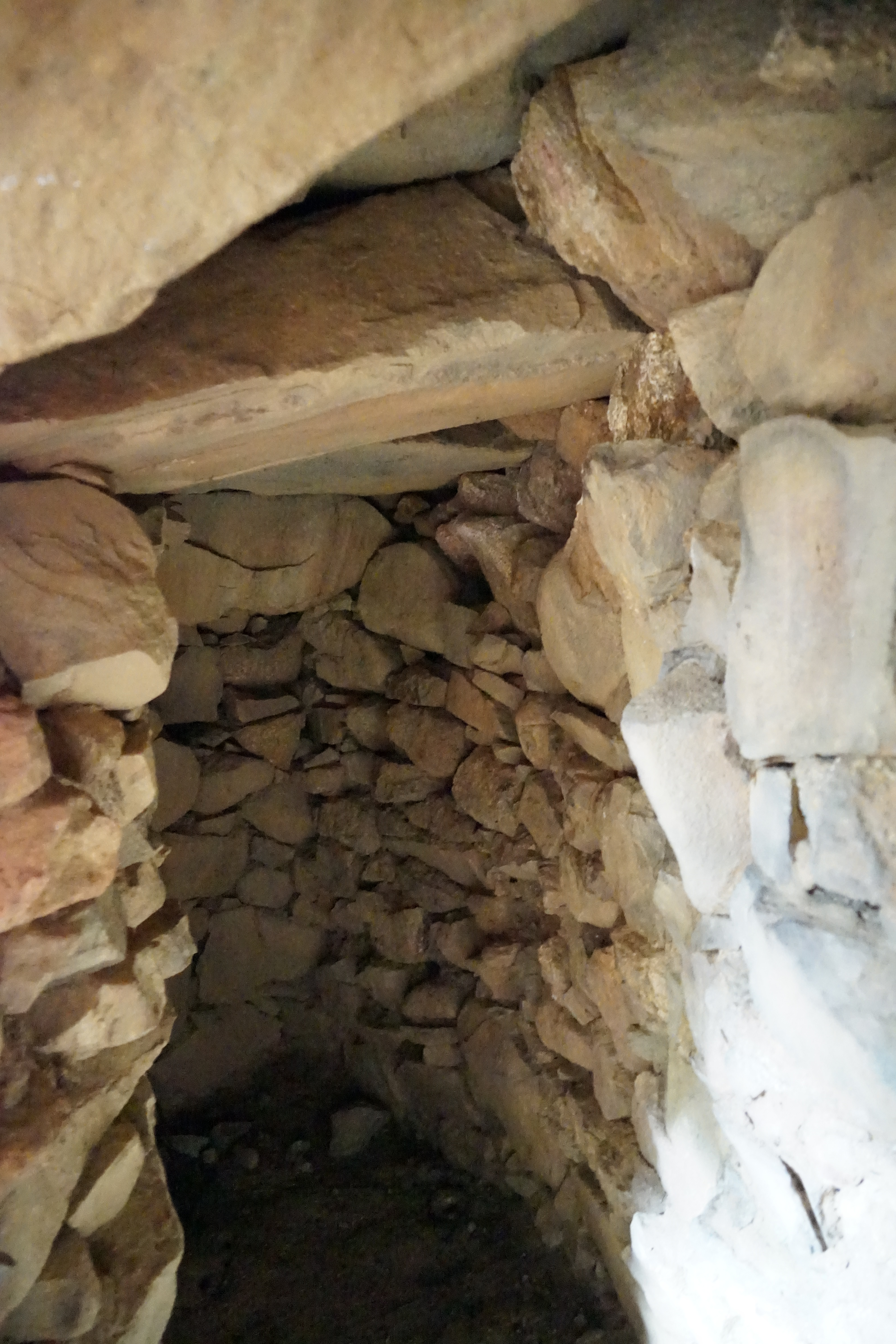
Ende des südöstlichen Gangs

## Funde
- Im südwestlichen Gang fand man in zwei der oberen archäologischen Schichten Scherben verschiedener Form, außerdem eine geritzte zylindrische, Perle ohne Loch und ein Ohrgehänge aus Schiefer. Der Boden des Nebenganges steigt steil an, um am Ende über der Westkammer zu liegen
- Im südöstlichen Gang fand man Skelette (wahrscheinlich aus der römischen Epoche) und zerscherbte Keramik. Zwei Scherben mit Kannelierungen und zwei Obsidiansplitter.
- Im Gang zur Hauptkammer blieben zwei Deckplatten in situ (die innere ist seit 1983 nicht mehr vorhanden).
- In der Cella war die schwarze Erde auf Humusbasis von Keramikscherben und Steine durchsetzt die in ihren Dimensionen mit denen Steinen der Wand übereinstimmen. Hier fand man Keramik, Asche, Knochenreste, Holzkohle und Schmuck. Wie bei Balestra fand man keine Anhaltspunkte, wie die Cella überdacht war. Grosjean vermutet ein falsches Gewölbe.
- In der Westnische der Cella wurden in zwei Schichten Tierknochen gefunden.
- In der Kopfnische (im Norden) lagen zahlreiche Keramikscherben, ein polierter Hämatit, und ein zerbrochenes Ohrgehänge. In ihren kleinen Nebennische lagen Holzkohle und Knochenreste.
- In der Ostkammer, die zugleich die Treppe bildete, fand man an drei Stellen Skelette, außerdem Obsidianklingen, ein Fragment eines polierten Steines, eine Perle aus Bronze und Tierknochenreste